# Montpellier Handball
El Montpellier Handball, o simplemente MHB, es un equipo de balonmano de la localidad francesa de Montpellier. Actualmente milita en la Primera División de la Liga de Francia de Balonmano.

## Palmarés
- Copas de Europa:
  - Campeón (2): 2003, 2018
- Liga de Francia:
  - Campeón (14): 1995, 1998, 1999, 2000, 2002, 2003, 2004, 2005, 2006, 2008, 2009, 2010, 2011, 2012
  - Subcampeón (2): 2001, 2007
- Copas de Francia:
  - Campeón (13): 1999, 2000, 2001, 2002, 2003, 2005, 2006, 2008, 2009, 2010, 2012, 2013, 2016
  - Finalista (1): 1998
- Copas de la Liga:
  - Campeón (10): 2004, 2005, 2006, 2007, 2008, 2010, 2011, 2012, 2014, 2016
  - Finalista (2): 2003, 2009
- Supercopa de Francia
  - Campeón (3): 2010, 2011, 2018

## Historia
El club nace en 1982 bajo el nombre de Cosmos Montpellier. El equipo va progresivamente ascendiendo pasando de militar en la División Departamental hasta alcanzar la 3.ª División Nacional en la temporada 1986-1987. Ese mismo año el club cambia su nombre por el de Montpellier La Paillade Sport Club y se proclama campeón de la 3.ª División francesa.
Se proclama campeón de la 2.ª División Nacional y consigue el Trofeo de Francia en 1989. Ese año, es rebautizado como Montpellier Handball. Con el nuevo nombre, pasa tres temporadas en 2.ª División Nacional. En 1991, Patrice Canayer coge las riendas del equipo y consigue ser campeón de la 2.ª División Nacional, lo que permite al equipo jugar la promoción para acceder a la 1.ª División. Toda esta gran progresión se debe a la buena gestión de su presidente Jean-Paul Lacombe.
Los resultados desde la temporada 1993-1994 son muy positivos, ya que consiguió en ese mismo año participar por primera vez en la Copa de Europa y ocupar la primera posición en la Liga francesa, puesto conseguido en los últimos segundos del partido contra el OM Vitrolles en la temporada 1994-1995.
Desde la temporada 1997-1998 a la 2004-2005, el Montpellier HB consiguió siete de las ocho ligas que se disputaron, y fue subcampeón en la 2000-2001. Durante el mismo período, conquistó seis veces la Copa de Francia y logró su mayor éxito hasta el momento, la Copa de Europa en 2003, que obtuvo tras ganar en la final al Portland San Antonio de Pamplona. El equipo volvió a coronarse campeón de Europa en 2018.

## Plantilla 2024-25

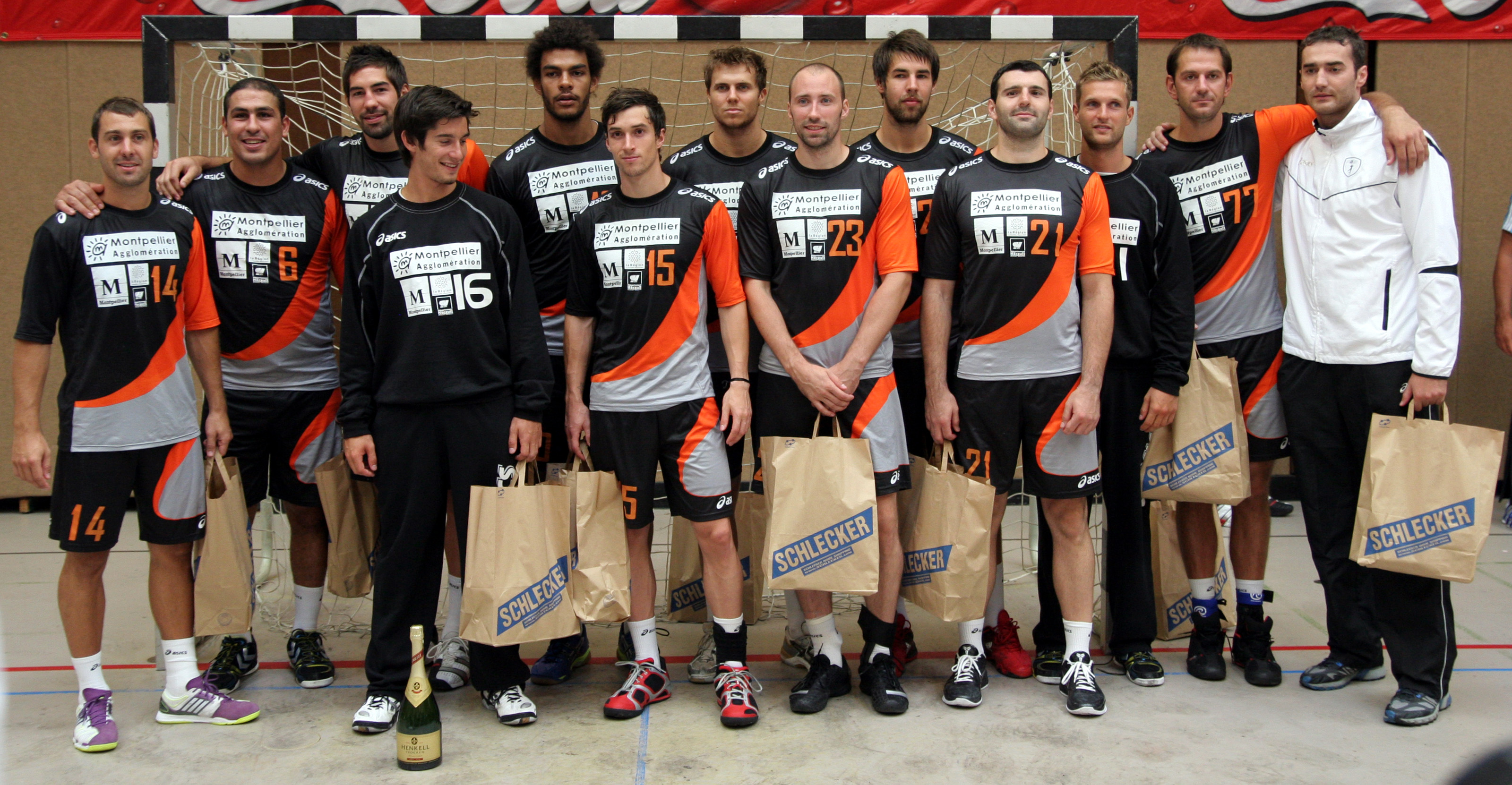
El Montpellier en 2010 en la Schlecker Cup.

|  | Porteros - 12 Charles Bolzinger - 92 Rémi Desbonnet Extremos izquierdos - 10 Lucas Pellas - 17 Jaime Fernández Extremos derechos - 02 Sebastian Karlsson - 32 Yanis Lenne Pívots - 19 Arthur Lenne - 22 Karl Konan - 93 Veron Načinović | Laterales izquierdos - 15 Ahmed Hesham - 21 Kylian Prat - 26 Hugo Bryan Monte Centrales - 04 Diego Simonet - 05 Kyllian Villeminot - 20 Staš Skube - Sindre Aho Laterales derechos - 11 Djordje Cikusa - 28 Valentin Porte |